# Cardiochlamys madagascariensis
Cardiochlamys madagascariensis är en vindeväxtart som beskrevs av Oliver. Cardiochlamys madagascariensis ingår i släktet Cardiochlamys och familjen vindeväxter. Inga underarter finns listade i Catalogue of Life.